# Картер Де Гейвен
Картер Де Гейвен (англ. Carter DeHaven, ім'я при народженні — Френсіс O'Каллахан; 5 жовтня 1886, Чикаго, Іллінойс — 20 липня 1977, Лос-Анджелес, Каліфорнія) — американський кіно- і театральний актор, режисер, і письменник.

## Життєпис
Де Гейвен почав свою кар'єру у водевілі, а з 1915 року почав регулярно зніматися в комедійних короткометражках аж до 1923 року. Під час роботи в Paramount в 1920 році, деякі з них були зняті разом з Чарлі Чейзом.

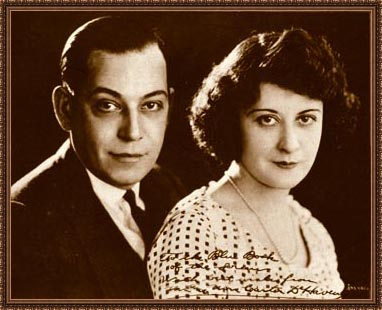
Картер і Флора Де Гейвен

У 1927 в короткометражці Пародії Де Гейвен перетворює себе в різних головних кінозірок ери німого кіно: Бастера Кітона, Гарольда Ллойда, Дугласа Фербенкса, Роско «Фатті» Арбакла і 13-річного Джекі Кугана. Це був єдиний фільм, в якому Кітон і Ллойд з'явився разом, а також останній фільм в якому разом появилися Кітон з Арбаклом, його колишнім партнером.
Де Гейвен продовжував працювати з Чарлі Чапліном, асистентом режисера у фільмі «Нові часи» (1936) і помічником продюсера для фільму «Великий диктатор» (1940).
Він був одружений з актрисою Флорою Паркер Де Гейвен, в них народилася донька, актриса Глорія Де Гейвен. Обидва Картер і Глорія мають свої зірки на Алеї слави в Голлівуді. У 1959—1960 роках Картер Де Гейвен з'явився в чотирьох серіалах.
Картер Де Гейвен помер в 1977 у віці 90 і був похований на кладовищі «Форест-Лаун» в Глендейлі, Каліфорнія.

## Фільмографія
- Коледж сиріт / The College Orphan (1915)
- Тисяча доларів на тиждень / A Thousand Dollars a Week (1916)
- Він став копом / He Becomes a Cop (1916)
- Через галерею розбійників / From the Rogue's Gallery (1916)
- Наймати і звільняти / Hired and Fired (1916)
- Герой за дорученням / A Hero by Proxy (1916)
- Ворона в павиному пір'ї / Borrowed Plumes (1916)
- Увірвавшись в суспільство / Breaking Into Society (1916)
- Нарешті популярні / Fame at Last (1916)
- Скандал у лазні / The Bathhouse Scandal (1918)
- Небезпека у вітальні / Perils of the Parlor (1918)
- Подвійне ліжко / Twin Beds (1920)
- Дівчина в таксі / The Girl in the Taxi (1921)
- Різдво / Christmas (1923)
- Пародії / Character Studies (1927)
- Великий диктатор / The Great Dictator (1940)